# Charlotta Wallander
Charlotta Wallander, född 1823, död okänt år, var en svensk tecknare och litograf.
Hon var dotter till målarmästaren Pehr Wallander och Sophia Maria Lundberg samt syster till Wilhelm Wallander och faster till Alf Wallander samt moster till Ingel Fallstedt. Tillsammans med sin bror utbildades hon i teckning av sin far för att kunna hjälpa till med familjens försörjning. Hon blev med tiden skicklig i konsten att rita på sten för litografisk reproduktion.